# Абіньюнет-да-Пучбантос
Абіньюне́т-да-Пучбанто́с (кат. Avinyonet de Puigventós) — муніципалітет, розташований у Автономній області Каталонія, в Іспанії. Знаходиться у районі (кумарці) Алт-Ампурда провінції Жирона, згідно з новою адміністративною реформою перебуватиме у складі баґарії Жирона.

## Населення
Населення міста (у 2007 р.) становить 1.361 особа (з них менше 14 років — 21,5%, від 15 до 64 — 69,4%, понад 65 років — 9,1%). У 2006 р. народжуваність склала 23 особи, смертність — 3 особи, зареєстровано 10 шлюбів. У 2001 р. активне населення становило 477 осіб, з них безробітних — 25 осіб.

Серед осіб, які проживали на території міста у 2001 р., 683 народилися в Каталонії (з них 510 осіб у тому самому районі, або кумарці), 150 осіб приїхало з інших областей Іспанії, а 41 особа приїхала з-за кордону. 

Університетську освіту має 8,6% усього населення. 

У 2001 р. нараховувалося 301 домогосподарство (з них 16,6% складалися з однієї особи, 25,6% з двох осіб,23,3% з 3 осіб, 24,9% з 4 осіб, 6,6% з 5 осіб, 2% з 6 осіб, 0,3% з 7 осіб, 0,3% з 8 осіб і 0,3% з 9 і більше осіб).

Активне населення міста у 2001 р. працювало у таких сферах діяльності : у сільському господарстві — 6,6%, у промисловості — 17%, на будівництві — 17,3% і у сфері обслуговування -59,1%. 

 У муніципалітеті або у власному районі (кумарці) працює 171 особа, поза районом — 353 особи.

### Безробіття
У 2007 р. нараховувалося 40 безробітних (у 2006 р. — 40 безробітних), з них чоловіки становили 25%, а жінки — 75%.

## Економіка

### Підприємства міста

#### Промислові підприємства
| \| Промислові підприємства міста, за сферою діяльності \| Промислові підприємства міста, за сферою діяльності \| Промислові підприємства міста, за сферою діяльності \| \| Рік \| 2002 р. \| 2001 р. \| \| --------------------------------------------------- \| --------------------------------------------------- \| --------------------------------------------------- \| \| Енергетичні та водні ресурси \| 7,7% \| 7,7% \| \| Хімія та метали \| 15,4% \| 15,4% \| \| Переробка металів \| 30,8% \| 30,8% \| \| Продукти харчування \| 7,7% \| 7,7% \| \| Текстиль \| 0% \| 0% \| \| Виробництво меблів, видання \| 23,1% \| 23,1% \| \| Інше \| 15,4% \| 15,4% \| \| Усього підприємств \| 13 \| 13 \| |         |         |
| Промислові підприємства міста, за сферою діяльності |         |         |
| Рік | 2002 р. | 2001 р. |
| Енергетичні та водні ресурси | 7,7%    | 7,7%    |
| Хімія та метали | 15,4%   | 15,4%   |
| Переробка металів | 30,8%   | 30,8%   |
| Продукти харчування | 7,7%    | 7,7%    |
| Текстиль | 0%      | 0%      |
| Виробництво меблів, видання | 23,1%   | 23,1%   |
| Інше | 15,4%   | 15,4%   |
| Усього підприємств | 13      | 13      |

#### Роздрібна торгівля
| \| Підприємства роздрібної торгівлі міста, за сферою діяльності \| Підприємства роздрібної торгівлі міста, за сферою діяльності \| Підприємства роздрібної торгівлі міста, за сферою діяльності \| \| Рік \| 2002 р. \| 2001 р. \| \| ------------------------------------------------------------ \| ------------------------------------------------------------ \| ------------------------------------------------------------ \| \| Продукти харчування \| 38,5% \| 57,1% \| \| Одяг та взуття \| 0% \| 0% \| \| Товари для дому \| 0% \| 0% \| \| Книги та періодичні видання \| 0% \| 0% \| \| Промислова хімічна продукція \| 30,8% \| 28,6% \| \| Продукція, пов'язана з транспортними засобами \| 15,4% \| 14,3% \| \| Інше \| 15,4% \| 0% \| \| Усього підприємств \| 13 \| 7 \| |         |         |
| Підприємства роздрібної торгівлі міста, за сферою діяльності |         |         |
| Рік | 2002 р. | 2001 р. |
| Продукти харчування | 38,5%   | 57,1%   |
| Одяг та взуття | 0%      | 0%      |
| Товари для дому | 0%      | 0%      |
| Книги та періодичні видання | 0%      | 0%      |
| Промислова хімічна продукція | 30,8%   | 28,6%   |
| Продукція, пов'язана з транспортними засобами | 15,4%   | 14,3%   |
| Інше | 15,4%   | 0%      |
| Усього підприємств | 13      | 7       |

#### Сфера послуг
| \| Підприємства міста, що працюють у сфері послуг, за діяльністю \| Підприємства міста, що працюють у сфері послуг, за діяльністю \| Підприємства міста, що працюють у сфері послуг, за діяльністю \| \| Рік \| 2002 р. \| 2001 р. \| \| ------------------------------------------------------------- \| ------------------------------------------------------------- \| ------------------------------------------------------------- \| \| Гуртова торгівля \| 19,4% \| 20% \| \| Готелі та готельний бізнес \| 16,1% \| 15% \| \| Транспорт та зв'язок \| 9,7% \| 5% \| \| Посередницькі фінансові послуги \| 0% \| 0% \| \| Послуги підприємствам \| 6,5% \| 5% \| \| Послуги фізичним особам \| 22,6% \| 25% \| \| Нерухомість та ін. \| 25,8% \| 30% \| \| Усього підприємств \| 31 \| 20 \| |         |         |
| Підприємства міста, що працюють у сфері послуг, за діяльністю |         |         |
| Рік | 2002 р. | 2001 р. |
| Гуртова торгівля | 19,4%   | 20%     |
| Готелі та готельний бізнес | 16,1%   | 15%     |
| Транспорт та зв'язок | 9,7%    | 5%      |
| Посередницькі фінансові послуги | 0%      | 0%      |
| Послуги підприємствам | 6,5%    | 5%      |
| Послуги фізичним особам | 22,6%   | 25%     |
| Нерухомість та ін. | 25,8%   | 30%     |
| Усього підприємств | 31      | 20      |

## Житловий фонд
У 2001 р. 1,3% усіх родин (домогосподарств) мали житло метражем до 59 м², 16,6% — від 60 до 89 м², 39,9% — від 90 до 119 м² і
42,2% — понад 120 м².

З усіх будівель у 2001 р. 23,5% було одноповерховими, 74,4% — двоповерховими, 2,1
% — триповерховими, 0% — чотириповерховими, 0% — п'ятиповерховими, 0% — шестиповерховими,
0% — семиповерховими, 0% — з вісьмома та більше поверхами.

## Автопарк
| \| Автомобілі, зареєстровані у місті, за призначенням \| Автомобілі, зареєстровані у місті, за призначенням \| Автомобілі, зареєстровані у місті, за призначенням \| \| Рік \| 2006 р. \| 2005 р. \| \| -------------------------------------------------- \| -------------------------------------------------- \| -------------------------------------------------- \| \| Приватні автомобілі \| 62,5% \| 63,4% \| \| Мотоцикли \| 11,3% \| 10% \| \| Вантажівки \| 21,8% \| 22,2% \| \| Трактори \| 1,2% \| 1,3% \| \| Автобуси та ін. \| 3,2% \| 3,1% \| \| Усього автомобілів \| 1.153 шт. \| 1.027 шт. \| |           |           |
| Автомобілі, зареєстровані у місті, за призначенням |           |           |
| Рік | 2006 р.   | 2005 р.   |
| Приватні автомобілі | 62,5%     | 63,4%     |
| Мотоцикли | 11,3%     | 10%       |
| Вантажівки | 21,8%     | 22,2%     |
| Трактори | 1,2%      | 1,3%      |
| Автобуси та ін. | 3,2%      | 3,1%      |
| Усього автомобілів | 1.153 шт. | 1.027 шт. |

## Вживання каталанської мови
У 2001 р. каталанську мову у місті розуміли 98,1% усього населення (у 1996 р. — 95,5%), вміли говорити нею 88,4% (у 1996 р. — 
87,2%), вміли читати 83,7% (у 1996 р. — 80,5%), вміли писати 57,2
% (у 1996 р. — 51,2%). Не розуміли каталанської мови 1,9%.

## Політичні уподобання
У виборах до Парламенту Каталонії у 2006 р. взяло участь 457 осіб (у 2003 р. — 454 особи). Голоси за політичні сили розподілилися таким чином:
| \| Вибори до Парламенту Каталонії \| Вибори до Парламенту Каталонії \| Вибори до Парламенту Каталонії \| \| Рік \| 2006 р. \| 2003 р. \| \| -------------------------------------- \| ------------------------------ \| ------------------------------ \| \| Конвергенція та Єднання (CiU) \| 37,2% \| 41% \| \| Соціалістична партія Каталонії (PSC) \| 20,8% \| 21,4% \| \| Народна партія (PP) \| 8,1% \| 7,7% \| \| Ініціатива за зелену Каталонію (IC) \| 7,7% \| 4% \| \| Республіканська лівиця Каталонії (ERC) \| 21,7% \| 25,3% \| \| Громадянська партія (C's) \| 1,1% \| 0% \| \| Інші \| 3,5% \| 0,7% \| |         |         |
| Вибори до Парламенту Каталонії |         |         |
| Рік | 2006 р. | 2003 р. |
| Конвергенція та Єднання (CiU) | 37,2%   | 41%     |
| Соціалістична партія Каталонії (PSC) | 20,8%   | 21,4%   |
| Народна партія (PP) | 8,1%    | 7,7%    |
| Ініціатива за зелену Каталонію (IC) | 7,7%    | 4%      |
| Республіканська лівиця Каталонії (ERC) | 21,7%   | 25,3%   |
| Громадянська партія (C's) | 1,1%    | 0%      |
| Інші | 3,5%    | 0,7%    |

У муніципальних виборах у 2007 р. взяло участь 557 осіб (у 2003 р. — 418 осіб). Голоси за політичні сили розподілилися таким чином:
| \| Муніципальні вибори \| Муніципальні вибори \| Муніципальні вибори \| \| Рік \| 2007 р. \| 2003 р. \| \| -------------------------------------- \| ------------------- \| ------------------- \| \| Конвергенція та Єднання (CiU) \| 54,9% \| 62,4% \| \| Соціалістична партія Каталонії (PSC) \| 38,1% \| 37,6% \| \| Народна партія (PP) \| 7% \| 0% \| \| Ініціатива за зелену Каталонію (IC) \| 0% \| 0% \| \| Республіканська лівиця Каталонії (ERC) \| 0% \| 0% \| \| Громадянська партія (C's) \| 0% \| 0% \| \| Інші \| 0% \| 0% \| |         |         |
| Муніципальні вибори |         |         |
| Рік | 2007 р. | 2003 р. |
| Конвергенція та Єднання (CiU) | 54,9%   | 62,4%   |
| Соціалістична партія Каталонії (PSC) | 38,1%   | 37,6%   |
| Народна партія (PP) | 7%      | 0%      |
| Ініціатива за зелену Каталонію (IC) | 0%      | 0%      |
| Республіканська лівиця Каталонії (ERC) | 0%      | 0%      |
| Громадянська партія (C's) | 0%      | 0%      |
| Інші | 0%      | 0%      |